# Trachelomegalus laciniatus
Trachelomegalus laciniatus är en mångfotingart som beskrevs av Carl Graf Attems 1937. Trachelomegalus laciniatus ingår i släktet Trachelomegalus och familjen Pachybolidae. Inga underarter finns listade i Catalogue of Life.